# The Last Night (videojuego)
The Last Night es un juego de plataformas cinematográficas desarrollado y publicado por Odd Tales. Se espera que se lance en todo el mundo en Microsoft Windows, macOS, Linux y Xbox One .

## Cómo se Juega
The Last Night es un juego de plataformas 2.5D, donde el jugador controla a Charlie, un hombre de clase baja que vive en una "era del ocio" donde las computadoras y la maquinaria se han hecho cargo de todos los trabajos serviles . El jugador puede hacer que Charlie explore su ciudad, Charlie puede hablar con otros ciudadanos y el juego también incluye elementos de sigilo. 

## Desarrollo
La base de The Last Night provino de un game jam de seis días con temática cyberpunk en el que participaron los hermanos Tim y Adrien Soret en junio de 2014. Su juego de navegador del mismo nombre ganó como mejor juego general y mejor estética entre 265 entradas; El juego VA-11 HALL-A también se desarrolló por primera vez en el mismo game jam.  Lo describieron como " Blade Runner + deliciosos píxeles", con una gran inspiración en el juego de plataformas cinematográfico Flashback (1992), junto con Another World (1991) y Oddworld: Abe's Oddysee (1997).  Usaron pixel art para el game jam, siendo el más fácil de implementar en un corto período de tiempo, y comenzando con los estilos establecidos por Gods Will Be Watching y Sword & Sworcery, ya que los personajes de estos juegos con piernas largas y delgadas eran más fáciles de animar. .  Los hermanos pusieron la versión game jam de su juego disponible para descarga gratuita en itch.io, permitiendo a otros probarlo fuera del game jam.  Varios medios elogiaron el título por sus imágenes que capturaron la atmósfera de Blade Runner y otras obras cyberpunk.    En el momento del game jam, los hermanos habían estado trabajando en un juego de plataformas de fantasía inspirado en Studio Ghibli llamado Behind Nowhere,  pero nunca terminaron el juego; de hecho, solo hay fotogramas que fingen la idea. .  Trajeron algunos miembros adicionales al equipo para formar su estudio, Odd Tales, y desarrollar The Last Night en su totalidad.  Entre los cambios estaba el de crear su propio estilo pixel art.  En octubre de 2014, los Sorets habían anunciado planes de lanzar el juego para Microsoft Windows y PlayStation 4 con un lanzamiento previsto para 2016.  Para ampliar su desarrollo, el equipo decidió crear el juego en torno a la idea del postcyberpunk, en el que la narrativa se centra en un personaje "anclado en su sociedad en lugar de a la deriva en ella", una declaración que describe el género hecha por Lawrence Person en Slashdot en 1998.  Adrien, el hermano menor, dejó el proyecto en diciembre de 2016 para seguir su propia carrera. 

En febrero de 2017, Raw Fury anunció que ayudaría a publicar el título de Odd Tales. La primera revelación del juego se mostró durante la presentación de Microsoft en Electronic Entertainment Expo 2017 en junio de 2017, como lanzamiento exclusivo de la consola Xbox One junto con la versión de Microsoft Windows . Se esperaba que el juego se lanzara en todo el mundo en 2018. Sin embargo, a finales de 2018, Soret informó a través de Twitter que debido a "problemas comerciales, legales y de financiación masivos" que los obligaron a retrasar el juego, a realizar un avance planeado para mostrarse durante The Game Awards 2018 y buscar información adicional. apoyo financiero.  Raw Fury anunció que se habían separado de Odd Tales casi al mismo tiempo, dejando que Odd Tales continuara su trabajo mediante la autoedición. 
En un mensaje a PCGamer en diciembre de 2021, Soret dijo: "Estamos construyendo con confianza The Last Night ladrillo a ladrillo, tomándonos nuestro tiempo para diseñar, documentar e implementar cuidadosamente cada parte del juego, desde la evolución de nuestro estilo visual para la próxima generación hasta diseñando docenas de opciones de accesibilidad", y aunque esperaban poder discutir más sobre el juego en 2022, aún no tienen ninguna ventana de lanzamiento planificada para él. 

## Controversia
Tras el estreno del juego durante la presentación de Microsoft en el E3 2017, se observó que Tim Soret había publicado anteriormente declaraciones alrededor de 2014 y desde entonces en las redes sociales que fueron vistas como pro-Gamergate y antifeminismo . Junto con los descriptores utilizados en el material de marketing del juego, como "ciudadano de segunda clase" y "existencia gamificada", que se consideraban alineados con estos puntos de vista, algunos recurrieron a Odd Tales y Raw Fury para que dejaran de publicar el juego. Tim respondió después de esto que su postura desde su puesto anterior ha cambiado desde entonces, y que The Last Night de ninguna manera pretendía ser un comentario sobre la controversia de Gamergate. Se disculpó por sus tuits anteriores mientras estaba en el escenario durante el PC Gaming Show al día siguiente, afirmando: "No representan de ninguna manera dónde estoy hoy o de qué se tratará The Last Night ". Raw Fury apoyó a Tim, afirmando: "Los comentarios que Tim hizo en 2014 son ciertamente sorprendentes y no se ajustan a la persona que conocemos, y esperamos que todos los que lean esto y nos conozcan en Raw Fury a nivel personal y profesional sepan que lo haríamos". No tolero trabajar con alguien que retrata la caricatura de Tim circulando por Internet en estos momentos".  En una entrevista con Vice, Tim Soret dijo que si bien The Last Night tiene temas que otros ven como de derecha, como criticar el concepto de renta básica universal, su objetivo con el juego no es ser crítico con estos elementos, sino solo describir un mundo que tomó una determinada trayectoria para implementar estos elementos, para bien o para mal, y explorar los nuevos problemas que se introdujeron. Soret comparó este enfoque con las películas Gattaca y Wall-E, ninguna de las cuales consideró que politizara la situación y apoyó aún más la creencia de que los tuits habían sido exagerados por algunas personas que intentaban crear una controversia en beneficio propio.  La controversia en torno a Soret y The Last Night llevó a que la situación se llamara " Pato batido ", un meme introducido aproximadamente un año antes pero que ganó un uso más amplio después de esta controversia.  